# Heinrich Zille
Rudolf Heinrich Zille (Radeburg, 10 gennaio 1858 – Berlino, 9 agosto 1929) è stato un illustratore, fotografo e litografo tedesco.

## Biografia

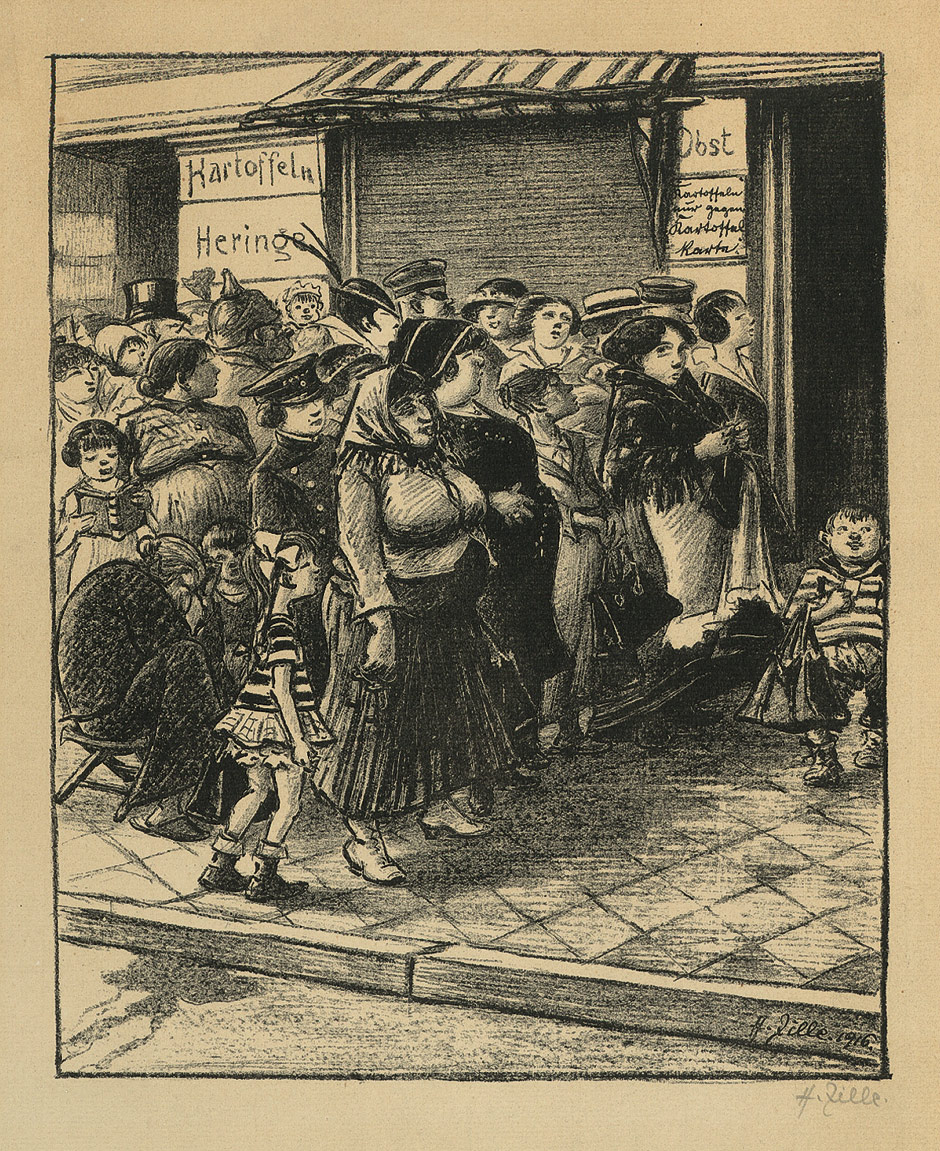
Heinrich Zille, Kartoffelstehen (bottega delle patate), litografia del 1916.

Rudolf Heinrich nacque a Radeburg vicino a Dresda, figlio di un orologiaio, Johann Traugott Zill (Zille dal 1854) e di Ernestine Louise (nata Heinitz). Nel 1867 la sua famiglia si trasferì a Berlino, dove egli finì la scuola nel 1872 ed iniziò un apprendistato come litografo.
Nel 1883 sposò Hulda Frieske, da cui ebbe tre figli e che morì nel 1919.
Zille divenne meglio conosciuto per i suoi (spesso divertenti) disegni, catturando le caratteristiche delle persone, specialmente "stereotipate", per la maggior parte di Berlino, e pubblicò molti di loro nel settimanale tedesco satirico Simplicissimus. Fu il primo a ritrarre il disperato ambiente sociale della città, al tempo caratterizzata da case che impacchettavano dozzine di persone insieme a stanza e dalla metropoli industriale, dalla periferia colma di povertà ai più sviluppati strati del proletariato.
Zille non si considerava un vero artista: spesso diceva che il suo lavoro non era il risultato di un talento ma meramente un lavoro difficile. Max Liebermann, comunque, lo promosse. Lo chiamò nella Secessione Berlinese nel 1903 e mise i suoi lavori in esposizioni d'alta classe, incoraggiandolo a vendere i disegni - ed al tempo Zille perse il suo lavoro come litografo per vivere unicamente della vendita dei suoi disegni.
La gente comune di Berlino dava a Zille un grande rispetto, ma la sua fama ebbe culmine piuttosto tardi nella sua vita, cioè negli anni venti: nel 1921 la Alte Nationalgalerie comprò alcuni disegni; nel 1924 la Akademie der Künste (Accademia delle Arti) lo onorò con una cattedra d'insegnamento; Gerhard Lamprecht realizzò nel 1925 un film basato sulle sue storie (Die Verrufenen), ed al suo settantesimo compleanno fu celebrato maestosamente a Berlino. Morì nel 1929 e fu sepolto nel Cimitero Ovest di Stahnsdorf.
Meno conosciuta è la sua attività come artista di molti disegni erotici, molto vicini alla pornografia, ma che anch'essi mostrano la vita della gente normale.
Nel 1983, il regista Werner W. Wallroth realizzò un film, nella Germania Orientale, basato su un musical scritto da Dieter Wardetzky e Peter Rabenalt. Questo film Zille und ick (Zille ed Io in dialetto berlinese) non è una vera e propria biografia ma usa parti della vita di Zille per la storia stessa.

## Filmografia su Heinrich Zille
- 1977 - Heinrich Zille, lungometraggio diretto da Rainer Wolffhardt
- 1983 - Zille und ick, lungometraggio diretto da Werner W. Wallroth